# Siňaja (přítok Velikej)
Siňaja (bělorusky Синюха, lotyšsky Zilupe, rusky Синяя) je řeka v Bělorusku (Vitebská oblast), v Lotyšsku a v Rusku (Pskovská oblast). Je 195 km dlouhá. Povodí má rozlohu 2040 km².

## Průběh toku
Je to levý přítok řeky Velikaja.

## Vodní režim
Zdroj vody je smíšený s převahou sněhového. Průměrný průtok vody ve vzdálenosti 27 km od ústí činí 10,1 m³/s. Zamrzá na konci listopadu až na začátku ledna a rozmrzá ve druhé polovině března až v první polovině dubna.